# 平田恒雄
平田 恒男（ひらた つねお、1955年11月9日 - 2016年2月9日）は、鹿児島県出身の元プロ野球選手（外野手）。登録名は平田 恒男（読み同じ）。

## 来歴・人物
岐阜県の中京商業高では、右翼手兼控え投手として1973年の春夏の甲子園に連続出場。春の選抜では、1回戦で天理高に逆転負け。夏の選手権では高橋俊春のいた伊香高を破り2回戦に進むが、天理高の佐藤清投手に完封を喫する。この大会では2試合いずれも山北芳敏（明大）をリリーフし登板。1年下のチームメートに一塁手の原田末記がいた。
高校卒業後は、社会人野球の三協精機に進むが、樋江井忠臣、伊藤弘利などの好投手がおり、都市対抗等の大舞台では活躍できなかった。
1978年のプロ野球ドラフト会議で中日ドラゴンズから4位指名を受け入団。
投手として入団したが、一軍登板のないまま1981年より外野手に転向。同年は右翼手として3試合に先発出場、1番打者としても起用される。その後は主に代打、守備固めとして起用されるが、同時期に在籍した川又米利とタイプが同じなため、あまり出場機会には恵まれなかった。1985年限りで現役引退。
引退後は佐川急便野球部（軟式）に所属、元同僚の大河原栄、栗岡英智らと共にプレーし、のちに同野球部の監督も務めた。
2016年2月9日、敗血症のため死去。60歳没。

## 詳細情報

### 年度別打撃成績
| 年 度     | 球 団     | 試 合 | 打 席 | 打 数 | 得 点 | 安 打 | 二 塁 打 | 三 塁 打 | 本 塁 打 | 塁 打 | 打 点 | 盗 塁 | 盗 塁 死 | 犠 打 | 犠 飛 | 四 球 | 敬 遠 | 死 球 | 三 振 | 併 殺 打 | 打 率 | 出 塁 率 | 長 打 率 | O P S |
| --------- | --------- | ----- | ----- | ----- | ----- | ----- | -------- | -------- | -------- | ----- | ----- | ----- | -------- | ----- | ----- | ----- | ----- | ----- | ----- | -------- | ----- | -------- | -------- | ----- |
| 1981      | 中日      | 31    | 34    | 30    | 6     | 9     | 2        | 0        | 0        | 11    | 3     | 1     | 0        | 0     | 0     | 4     | 0     | 0     | 13    | 0        | .300  | .382     | .367     | .749  |
| 1982      | 中日      | 15    | 14    | 13    | 1     | 2     | 0        | 0        | 0        | 2     | 0     | 0     | 0        | 0     | 0     | 0     | 0     | 1     | 5     | 0        | .154  | .214     | .154     | .368  |
| 1983      | 中日      | 37    | 32    | 27    | 5     | 5     | 4        | 0        | 0        | 9     | 1     | 0     | 0        | 0     | 0     | 4     | 1     | 1     | 8     | 1        | .185  | .313     | .333     | .646  |
| 1985      | 中日      | 9     | 7     | 6     | 0     | 0     | 0        | 0        | 0        | 0     | 0     | 0     | 0        | 0     | 0     | 1     | 0     | 0     | 3     | 0        | .000  | .143     | .000     | .143  |
| 通算：4年 | 通算：4年 | 92    | 87    | 76    | 12    | 16    | 6        | 0        | 0        | 22    | 4     | 1     | 0        | 0     | 0     | 9     | 1     | 2     | 29    | 1        | .211  | .310     | .289     | .600  |

### 記録
- 初出場：1981年5月2日、対横浜大洋ホエールズ3回戦（ナゴヤ球場）、6回裏に星野仙一の代打で出場
- 初打席：同上、6回裏に古賀正明の前に三振
- 初安打：1981年5月3日、対横浜大洋ホエールズ4回戦（ナゴヤ球場）、8回裏に柳沢高雄の代打で出場、池田弘から二塁打
- 初打点：1981年5月4日、対横浜大洋ホエールズ5回戦（ナゴヤ球場）、7回裏に鈴木孝政の代打で出場、藤岡貞明から適時打
- 初先発出場：1981年5月8日、対広島東洋カープ6回戦（浜松球場）、7番・右翼手で先発出場

### 背番号
- 43 （1979年 - 1985年）